# Yusuf Al-Rawashdeh
Yusuf Al-Rawashdeh (en árabe: يوسف أحمد محمد الرواشدة‎; Dubái, Emiratos Árabes Unidos; 14 de marzo de 1990) es un exfutbolista de Jordania nacido en los Emiratos Árabes Unidos que jugaba en la posición de delantero.

## Carrera

### Club
| Periodo   | Club                   |
| --------- | ---------------------- |
| 2006-2013 | Al-Arabi Irbid         |
| 2013-2014 | Al Jazira Ammán        |
| 2014-2016 | Al-Ramtha SC           |
| 2016–2019 | Al-Faisaly Amman       |
| 2019      | Dibba Al-Fujairah Club |
| 2019-2020 | Al-Faisaly Amman       |
| 2020      | Al-Mesaimeer SC        |
| 2021      | Muaither SC            |
| 2021-2023 | Al-Faisaly Amman       |

### Selección nacional
Debutó con Jordania el 9 de octubre de 2013 en un empate 1-1 en Amán ante Kuwait en un partido amistoso. Jugó en 65 ocasiones con la selección nacional hasta 2021 y anotó seis goles; participó en los Juegos Asiáticos de 2010 y en dos ediciones de la Copa Asiática.

## Logros
- Liga Premier de Jordania (2): 2016-17, 2022
- Copa de Jordania (2): 2016-17, 2021
- Copa FA Shield de Jordania (1): 2022
- Supercopa de Jordania (1): 2017